# 頸城駒ケ岳
頸城駒ヶ岳（くびきこまがたけ）は新潟県糸魚川市にある標高1487.4mの山。白馬山麓県立自然公園に属する。
冬には全長100mを越えるカネツコロ（大つらら）ができる。
また、駒ヶ岳東側には「越後の上高地」と呼ばれる海谷高地(732高地)がある。

## 登山ルート
- 西海ルート：海谷山峡パーク(西海、御前山地区)～駒ヶ岳山頂
- 根知ルート：根知、大神堂地区～駒ヶ岳山頂
- また、海谷山峡パークから海谷高地を経由し、駒ヶ岳山頂に行くルート、雨飾温泉、雨飾山方面から続くルートもある。

## 近隣の山
- 鋸岳
- 雨飾山
- 金山
- 新潟焼山
- 明星山

## 頸城駒ヶ岳の姿

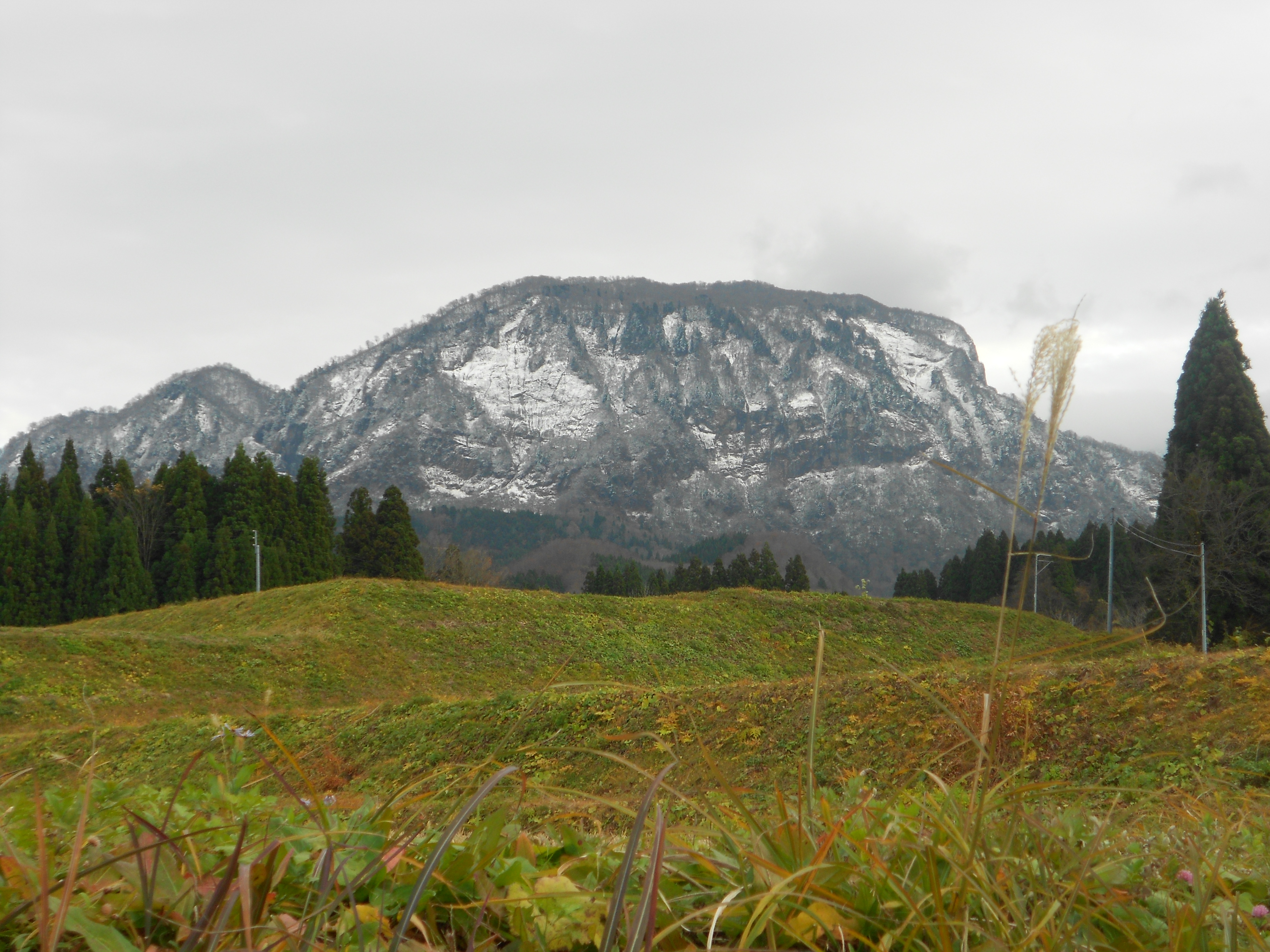
西海地区より望む駒ヶ岳
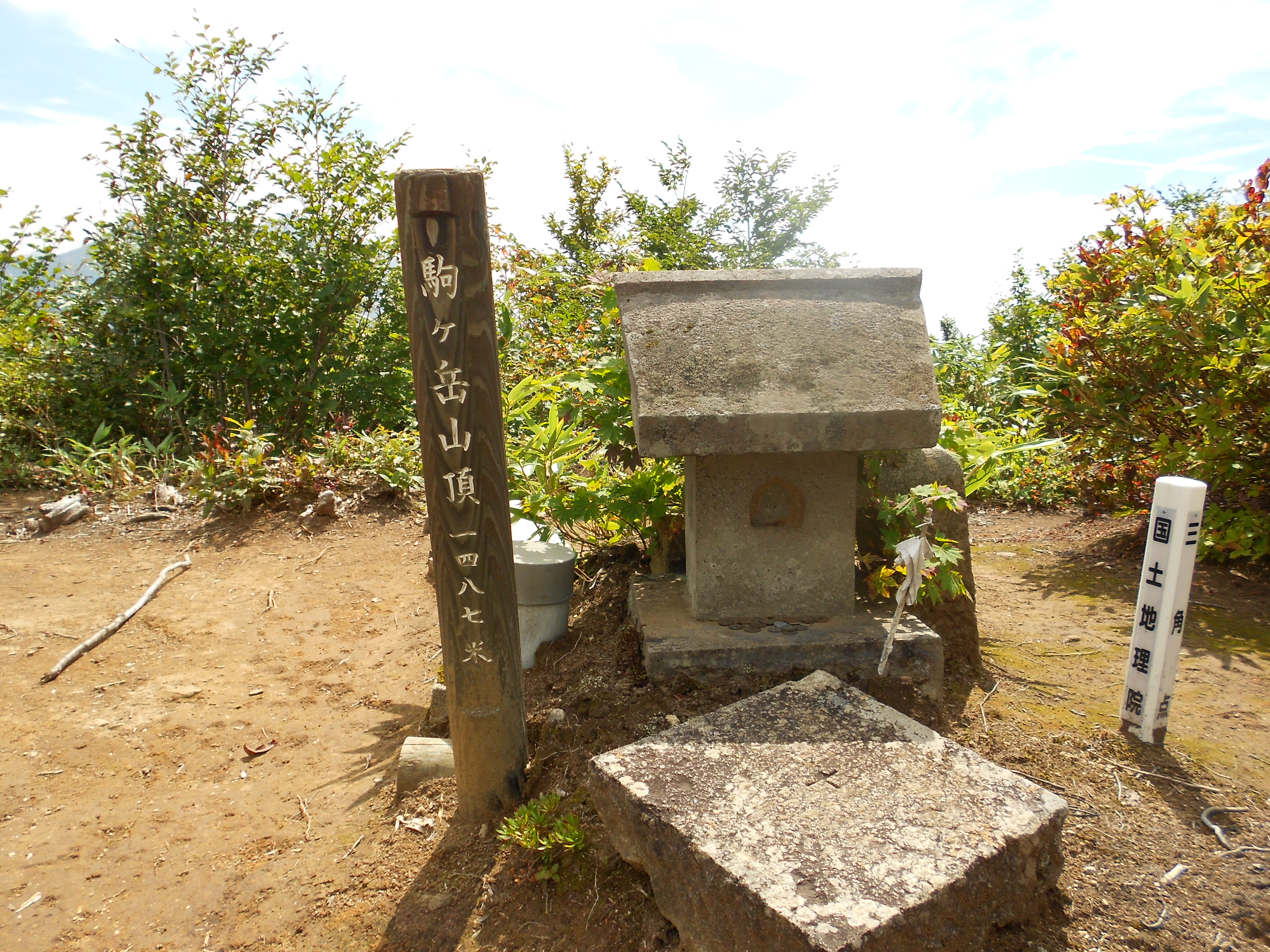
駒ヶ岳山頂

## 関連図書
- 蟹江健一、渡辺義一郎『雨飾山と海谷山塊　－われらが希望の山々』恒文社、2008年7月。ISBN 9784770411303。
- 『新潟県の山』山と溪谷社〈新・分県登山ガイド16〉、2007年6月、pp.130-131頁。ISBN 9784635023160。